# Italochrysa stigmalis
Italochrysa stigmalis is een insect uit de familie van de gaasvliegen (Chrysopidae), die tot de orde netvleugeligen (Neuroptera) behoort. 
Italochrysa stigmalis is voor het eerst wetenschappelijk beschreven door Navás in 1928.